# Xã Leigh, Quận Morrison, Minnesota
Xã Leigh (tiếng Anh: Leigh Township) là một xã thuộc quận Morrison, tiểu bang Minnesota, Hoa Kỳ. Năm 2010, dân số của xã này là 212 người.